# Élections cantonales de 1992 dans la Loire
Les élections cantonales ont eu lieu les 22 et 29 mars 1992.
Lors de ces élections, 21 des 40 cantons de la Loire ont été renouvelés. Elles ont vu la reconduction de la majorité RPR dirigée par Lucien Neuwirth, président du conseil général depuis 1979.

## Résultats à l’échelle du département
Répartition départementale des résultats (2e tour).
- PCF (10,09 %)
- PS (17,5 %)
- Majorité (2,34 %)
- Verts (1,76 %)
- RPR (19,56 %)
- UDF (24,23 %)
- DVD (12,41 %)
- FN (12,12 %)

| Étiquette      | Étiquette                          | Premier tour | Premier tour | Second tour | Second tour | Sièges |
| Étiquette      | Étiquette                          | Voix         | %            | Voix        | %           | Sièges |
| -------------- | ---------------------------------- | ------------ | ------------ | ----------- | ----------- | ------ |
|                | Parti socialiste                   | 23 591       | 16,96        | 16 054      | 17,50       | 1      |
|                | Parti communiste français          | 13 524       | 9,72         | 9 254       | 10,09       | 0      |
|                | Majorité présidentielle            | 3 813        | 2,74         | 2 144       | 2,34        | 1      |
|                | Extrême gauche                     | 910          | 0,65         |             |             |        |
| Gauche         | Gauche                             | 41 838       | 30,07        | 27 452      | 29,93       | 2      |
|                |                                    |              |              |             |             |        |
|                | Union pour la démocratie française | 22 433       | 16,13        | 22 227      | 24,23       | 7      |
|                | Front national                     | 21 147       | 15,20        | 11 121      | 12,12       | 0      |
|                | Divers droite                      | 20 252       | 14,56        | 11 387      | 12,41       | 5      |
|                | Rassemblement pour la République   | 18 331       | 13,18        | 17 947      | 19,56       | 7      |
| Droite         | Droite                             | 82 163       | 59,07        | 62 682      | 68,32       | 19     |
|                |                                    |              |              |             |             |        |
|                | Les Verts                          | 15 118       | 10,87        | 1 615       | 1,76        | 0      |
| Écologistes    | Écologistes                        | 15 118       | 10,87        | 1 615       | 1,76        | 0      |
|                |                                    |              |              |             |             |        |
| Inscrits       | Inscrits                           | 218 139      | 100,00       | 168 724     | 100,00      |        |
| Abstention     | Abstention                         | 72 523       | 33,25        | 71 531      | 42,40       |        |
| Votants        | Votants                            | 145 616      | 66,75        | 97 193      | 57,60       |        |
| Blancs et nuls | Blancs et nuls                     | 6 497        | 4,46         | 5 444       | 5,60        |        |
| Exprimés       | Exprimés                           | 139 119      | 95,54        | 91 749      | 94,40       |        |

## Résultats par canton

### Canton de Belmont-de-la-Loire
| Candidats      | Candidats                | Étiquette      | Premier tour | Premier tour | Second tour | Second tour |
| Candidats      | Candidats                | Étiquette      | Voix         | %            | Voix        | %           |
| -------------- | ------------------------ | -------------- | ------------ | ------------ | ----------- | ----------- |
|                | Jean-Baptiste Chabrier*  | DVD            | 1 285        | 49,08        | 1 367       | 61,86       |
|                | Georges Declas           | DVD            | 557          | 21,28        | 843         | 38,14       |
|                | Jean-Marc Sarnin         | PS             | 279          | 10,66        |             |             |
|                | Jean-Pierre Charrondiere | FN             | 235          | 8,98         |             |             |
|                | Christian Prat           | Verts          | 170          | 6,49         |             |             |
|                | Philippe Dubuis          | PCF            | 92           | 3,51         |             |             |
|                |                          |                |              |              |             |             |
| Inscrits       | Inscrits                 | Inscrits       | 3 774        | 100,00       | 3 774       | 100,00      |
| Abstention     | Abstention               | Abstention     | 987          | 26,15        | 1 415       | 37,49       |
| Votants        | Votants                  | Votants        | 2 787        | 73,85        | 2 359       | 62,51       |
| Blancs et nuls | Blancs et nuls           | Blancs et nuls | 169          | 6,06         | 149         | 6,32        |
| Exprimés       | Exprimés                 | Exprimés       | 2 618        | 93,94        | 2 210       | 93,68       |

*sortant

### Canton de Bourg-Argental
| Candidats      | Candidats          | Étiquette      | Premier tour | Premier tour | Second tour | Second tour |
| Candidats      | Candidats          | Étiquette      | Voix         | %            | Voix        | %           |
| -------------- | ------------------ | -------------- | ------------ | ------------ | ----------- | ----------- |
|                | Bernard Bonne      | UDF            | 1 603        | 46,52        | 1 782       | 52,30       |
|                | Jean Moutot*       | PS             | 1 217        | 35,32        | 1 625       | 47,70       |
|                | Jean-Pierre Neel   | FN             | 252          | 7,31         |             |             |
|                | Jean-Louis Degraix | PCF            | 188          | 5,46         |             |             |
|                | Stephane Berscheid | Verts          | 186          | 5,40         |             |             |
|                |                    |                |              |              |             |             |
| Inscrits       | Inscrits           | Inscrits       | 4 936        | 100,00       | 4 936       | 100,00      |
| Abstention     | Abstention         | Abstention     | 1 324        | 26,82        | 1 401       | 28,38       |
| Votants        | Votants            | Votants        | 3 612        | 73,18        | 3 535       | 71,62       |
| Blancs et nuls | Blancs et nuls     | Blancs et nuls | 166          | 4,60         | 128         | 3,62        |
| Exprimés       | Exprimés           | Exprimés       | 3 446        | 95,40        | 3 407       | 96,38       |

*sortant

### Canton de Chazelles-sur-Lyon
| Candidats      | Candidats          | Étiquette      | Premier tour | Premier tour | Second tour | Second tour |
| Candidats      | Candidats          | Étiquette      | Voix         | %            | Voix        | %           |
| -------------- | ------------------ | -------------- | ------------ | ------------ | ----------- | ----------- |
|                | Maurice Desfarges  | DVD            | 1 770        | 36,84        | 2 101       | 51,26       |
|                | Jean Boutheon      | DVD            | 1 102        | 22,94        | 1 998       | 48,74       |
|                | Jean-Paul Auberger | PS             | 1 006        | 20,94        | Retrait     | Retrait     |
|                | Frédéric Granjon   | FN             | 403          | 8,39         |             |             |
|                | Michel Gillet      | Verts          | 320          | 6,66         |             |             |
|                | Jean-Paul Thoral   | PS             | 109          | 2,27         |             |             |
|                | Magalie Bouillon   | PCF            | 94           | 1,96         |             |             |
|                |                    |                |              |              |             |             |
| Inscrits       | Inscrits           | Inscrits       | 6 366        | 100,00       | 6 366       | 100,00      |
| Abstention     | Abstention         | Abstention     | 1 385        | 21,76        | 1 995       | 31,34       |
| Votants        | Votants            | Votants        | 4 981        | 78,24        | 4 371       | 68,66       |
| Blancs et nuls | Blancs et nuls     | Blancs et nuls | 177          | 3,55         | 272         | 6,22        |
| Exprimés       | Exprimés           | Exprimés       | 4 804        | 96,45        | 4 099       | 93,78       |

### Canton de Feurs
| Candidats      | Candidats           | Étiquette      | Premier tour | Premier tour | Second tour | Second tour |
| Candidats      | Candidats           | Étiquette      | Voix         | %            | Voix        | %           |
| -------------- | ------------------- | -------------- | ------------ | ------------ | ----------- | ----------- |
|                | Jean-Claude Frécon* | PS             | 4 743        | 47,15        | 5 531       | 63,93       |
|                | Lucien Nicolas      | RPR            | 2 680        | 26,64        | 3 121       | 36,07       |
|                | Nicole Loron        | FN             | 1 179        | 11,72        |             |             |
|                | Olivier Longeon     | Verts          | 871          | 8,66         |             |             |
|                | Roland Beraud       | PCF            | 407          | 4,05         |             |             |
|                | Guy le Jaouen       | DVD            | 180          | 1,79         |             |             |
|                |                     |                |              |              |             |             |
| Inscrits       | Inscrits            | Inscrits       | 15 815       | 100,00       | 15 819      | 100,00      |
| Abstention     | Abstention          | Abstention     | 5 143        | 32,52        | 6 803       | 43,01       |
| Votants        | Votants             | Votants        | 10 672       | 67,48        | 9 016       | 56,99       |
| Blancs et nuls | Blancs et nuls      | Blancs et nuls | 612          | 5,73         | 364         | 4,04        |
| Exprimés       | Exprimés            | Exprimés       | 10 060       | 94,27        | 8 652       | 95,96       |

*sortant

### Canton de Montbrison
| Candidats      | Candidats         | Étiquette      | Premier tour | Premier tour |
| Candidats      | Candidats         | Étiquette      | Voix         | %            |
| -------------- | ----------------- | -------------- | ------------ | ------------ |
|                | Guy Poirieux*     | DVD            | 5 723        | 50,80        |
|                | Michel Buhl       | PS             | 2 083        | 18,49        |
|                | Michele Bracciano | FN             | 1 563        | 13,87        |
|                | Jean Bory         | Verts          | 1 441        | 12,79        |
|                | Georges Crozet    | PCF            | 456          | 4,05         |
|                |                   |                |              |              |
| Inscrits       | Inscrits          | Inscrits       | 16 456       | 100,00       |
| Abstention     | Abstention        | Abstention     | 4 574        | 27,80        |
| Votants        | Votants           | Votants        | 11 882       | 72,20        |
| Blancs et nuls | Blancs et nuls    | Blancs et nuls | 616          | 5,18         |
| Exprimés       | Exprimés          | Exprimés       | 11 266       | 94,82        |

*sortant

### Canton de La Pacaudière
| Candidats      | Candidats           | Étiquette      | Premier tour | Premier tour |
| Candidats      | Candidats           | Étiquette      | Voix         | %            |
| -------------- | ------------------- | -------------- | ------------ | ------------ |
|                | Régis Jacquis*      | PS             | 1 272        | 50,68        |
|                | Georges Dru         | DVD            | 755          | 30,08        |
|                | Paul Bouilhol       | PCF            | 231          | 9,20         |
|                | Christiane Bertheas | FN             | 135          | 5,38         |
|                | Eric Hubert         | Verts          | 117          | 4,66         |
|                |                     |                |              |              |
| Inscrits       | Inscrits            | Inscrits       | 3 650        | 100,00       |
| Abstention     | Abstention          | Abstention     | 1 031        | 28,25        |
| Votants        | Votants             | Votants        | 2 619        | 71,75        |
| Blancs et nuls | Blancs et nuls      | Blancs et nuls | 109          | 4,16         |
| Exprimés       | Exprimés            | Exprimés       | 2 510        | 95,84        |

*sortant

### Canton de Perreux
| Candidats      | Candidats            | Étiquette      | Premier tour | Premier tour |
| Candidats      | Candidats            | Étiquette      | Voix         | %            |
| -------------- | -------------------- | -------------- | ------------ | ------------ |
|                | Jean-Baptiste Giraud | DVD            | 3 587        | 51,40        |
|                | Philippe Jugnon      | PS             | 1 131        | 16,21        |
|                | Luc Douzet           | Verts          | 914          | 13,10        |
|                | Jean-Marc Rillardon  | FN             | 907          | 13,00        |
|                | Paul Jousse          | PCF            | 440          | 6,30         |
|                |                      |                |              |              |
| Inscrits       | Inscrits             | Inscrits       | 11 030       | 100,00       |
| Abstention     | Abstention           | Abstention     | 3 613        | 32,76        |
| Votants        | Votants              | Votants        | 7 417        | 67,24        |
| Blancs et nuls | Blancs et nuls       | Blancs et nuls | 438          | 5,91         |
| Exprimés       | Exprimés             | Exprimés       | 6 979        | 94,09        |

### Canton de Rive-de-Gier
| Candidats      | Candidats            | Étiquette      | Premier tour | Premier tour | Second tour | Second tour |
| Candidats      | Candidats            | Étiquette      | Voix         | %            | Voix        | %           |
| -------------- | -------------------- | -------------- | ------------ | ------------ | ----------- | ----------- |
|                | Jean-Claude Charvin* | DVD            | 4 031        | 39,38        | 5 078       | 53,02       |
|                | André Gery           | PCF            | 2 540        | 24,81        | 3 363       | 35,11       |
|                | Christian Grangis    | FN             | 1 585        | 15,48        | 1 137       | 11,87       |
|                | Bruno Deloire        | Verts          | 1 285        | 12,55        |             |             |
|                | Nazareno Savio       | PS             | 796          | 7,78         |             |             |
|                |                      |                |              |              |             |             |
| Inscrits       | Inscrits             | Inscrits       | 15 091       | 100,00       | 15 091      | 100,00      |
| Abstention     | Abstention           | Abstention     | 4 408        | 29,21        | 5 118       | 33,91       |
| Votants        | Votants              | Votants        | 10 683       | 70,79        | 9 973       | 66,09       |
| Blancs et nuls | Blancs et nuls       | Blancs et nuls | 446          | 4,17         | 395         | 3,96        |
| Exprimés       | Exprimés             | Exprimés       | 10 237       | 95,83        | 9 578       | 96,04       |

*sortant

### Canton de Roanne-Nord
| Candidats      | Candidats        | Étiquette      | Premier tour | Premier tour | Second tour | Second tour |
| Candidats      | Candidats        | Étiquette      | Voix         | %            | Voix        | %           |
| -------------- | ---------------- | -------------- | ------------ | ------------ | ----------- | ----------- |
|                | Yves Nicolin     | UDF            | 4 385        | 31,80        | 6 226       | 51,38       |
|                | Paul Desroches*  | PCF            | 4 040        | 29,30        | 5 891       | 48,62       |
|                | Alain Guillemant | PS             | 2 027        | 14,70        |             |             |
|                | Norbert Chetail  | FN             | 1 966        | 14,26        |             |             |
|                | Bruno Barriquand | Verts          | 1 372        | 9,95         |             |             |
|                |                  |                |              |              |             |             |
| Inscrits       | Inscrits         | Inscrits       | 22 012       | 100,00       | 22 012      | 100,00      |
| Abstention     | Abstention       | Abstention     | 7 588        | 34,47        | 9 261       | 42,07       |
| Votants        | Votants          | Votants        | 14 424       | 65,53        | 12 751      | 57,93       |
| Blancs et nuls | Blancs et nuls   | Blancs et nuls | 634          | 4,40         | 634         | 4,97        |
| Exprimés       | Exprimés         | Exprimés       | 13 790       | 95,60        | 12 117      | 95,03       |

*sortant

### Canton de Saint-Bonnet-le-Château
| Candidats      | Candidats           | Étiquette      | Premier tour | Premier tour |
| Candidats      | Candidats           | Étiquette      | Voix         | %            |
| -------------- | ------------------- | -------------- | ------------ | ------------ |
|                | Bernard Fournier*   | RPR            | 2 823        | 75,14        |
|                | Robert Vacher       | FN             | 332          | 8,84         |
|                | Pierre Faurand      | Verts          | 232          | 6,18         |
|                | André Barjon        | PS             | 219          | 5,83         |
|                | Marie-Louise Arnaud | PCF            | 97           | 2,58         |
|                | Frédéric Bergamin   | EXG            | 54           | 1,44         |
|                |                     |                |              |              |
| Inscrits       | Inscrits            | Inscrits       | 5 322        | 100,00       |
| Abstention     | Abstention          | Abstention     | 1 430        | 26,87        |
| Votants        | Votants             | Votants        | 3 892        | 73,13        |
| Blancs et nuls | Blancs et nuls      | Blancs et nuls | 135          | 3,47         |
| Exprimés       | Exprimés            | Exprimés       | 3 757        | 96,53        |

*sortant

### Canton de Saint-Chamond-Nord
| Candidats      | Candidats             | Étiquette      | Premier tour | Premier tour | Second tour | Second tour |
| Candidats      | Candidats             | Étiquette      | Voix         | %            | Voix        | %           |
| -------------- | --------------------- | -------------- | ------------ | ------------ | ----------- | ----------- |
|                | François Rochebloine* | UDF            | 3 205        | 46,41        | 3 485       | 55,80       |
|                | Roger Fraisse         | FN             | 1 303        | 18,87        | 1 101       | 17,63       |
|                | Paul Fay              | PS             | 1 279        | 18,52        | 1 660       | 26,58       |
|                | Hélène Cusson         | Verts          | 750          | 10,86        |             |             |
|                | Michel Teillard       | PCF            | 369          | 5,34         |             |             |
|                |                       |                |              |              |             |             |
| Inscrits       | Inscrits              | Inscrits       | 10 738       | 100,00       | 10 738      | 100,00      |
| Abstention     | Abstention            | Abstention     | 3 514        | 32,72        | 4 196       | 39,08       |
| Votants        | Votants               | Votants        | 7 224        | 67,28        | 6 542       | 60,92       |
| Blancs et nuls | Blancs et nuls        | Blancs et nuls | 318          | 4,40         | 296         | 4,52        |
| Exprimés       | Exprimés              | Exprimés       | 6 906        | 95,60        | 6 246       | 95,48       |

*sortant

### Canton de Saint-Chamond-Sud
| Candidats      | Candidats         | Étiquette      | Premier tour | Premier tour | Second tour | Second tour |
| Candidats      | Candidats         | Étiquette      | Voix         | %            | Voix        | %           |
| -------------- | ----------------- | -------------- | ------------ | ------------ | ----------- | ----------- |
|                | Jean-Pierre Simon | RPR            | 2 707        | 32,20        | 3 419       | 43,82       |
|                | Annie Triollier   | PS             | 1 878        | 22,34        | 2 836       | 36,35       |
|                | Gisele Vaucansonv | 1 735          | 20,64        | 1 547        | 19,83       |             |
|                | Paul Privat       | Verts          | 1 023        | 12,17        |             |             |
|                | Michel Sebag      | PS             | 429          | 5,10         |             |             |
|                | Charles Bellavia  | PCF            | 406          | 4,83         |             |             |
|                | Juan Abad         | EXG            | 229          | 2,72         |             |             |
|                |                   |                |              |              |             |             |
| Inscrits       | Inscrits          | Inscrits       | 13 039       | 100,00       | 13 039      | 100,00      |
| Abstention     | Abstention        | Abstention     | 4 170        | 31,98        | 4 825       | 37,00       |
| Votants        | Votants           | Votants        | 8 869        | 68,02        | 8 214       | 63,00       |
| Blancs et nuls | Blancs et nuls    | Blancs et nuls | 462          | 5,21         | 412         | 5,02        |
| Exprimés       | Exprimés          | Exprimés       | 8 407        | 94,79        | 7 802       | 94,98       |

### Canton de Saint-Étienne-Nord-Est-1
| Candidats      | Candidats        | Étiquette      | Premier tour | Premier tour | Second tour | Second tour |
| Candidats      | Candidats        | Étiquette      | Voix         | %            | Voix        | %           |
| -------------- | ---------------- | -------------- | ------------ | ------------ | ----------- | ----------- |
|                | Christian Bail*  | RPR            | 2 351        | 32,71        | 2 575       | 40,23       |
|                | Gérard Tournaire | FN             | 1 681        | 23,39        | 1 406       | 21,97       |
|                | Guy Laforie      | PS             | 1 605        | 22,33        | 2 420       | 37,81       |
|                | Alain Pecel      | PCF            | 864          | 12,02        |             |             |
|                | Lila Bencharif   | Verts          | 686          | 9,55         |             |             |
|                |                  |                |              |              |             |             |
| Inscrits       | Inscrits         | Inscrits       | 14 299       | 100,00       | 14 299      | 100,00      |
| Abstention     | Abstention       | Abstention     | 6 802        | 47,57        | 7 663       | 53,59       |
| Votants        | Votants          | Votants        | 7 497        | 52,43        | 6 636       | 46,41       |
| Blancs et nuls | Blancs et nuls   | Blancs et nuls | 310          | 4,13         | 235         | 3,54        |
| Exprimés       | Exprimés         | Exprimés       | 7 187        | 95,87        | 6 401       | 96,46       |

*sortant

### Canton de Saint-Étienne-Sud-Est-3
| Candidats      | Candidats            | Étiquette      | Premier tour | Premier tour | Second tour | Second tour |
| Candidats      | Candidats            | Étiquette      | Voix         | %            | Voix        | %           |
| -------------- | -------------------- | -------------- | ------------ | ------------ | ----------- | ----------- |
|                | Michel Thiollière*   | UDF            | 3 512        | 38,97        | 5 031       | 73,79       |
|                | Jean Carré           | FN             | 1 816        | 20,15        | 1 787       | 26,21       |
|                | Christian Brouquisse | PS             | 1 451        | 16,10        |             |             |
|                | Yves Scaviner        | Verts          | 1 109        | 12,30        |             |             |
|                | Renée Alirand        | PCF            | 769          | 8,53         |             |             |
|                | Marcel Gaillard      | EXG            | 356          | 3,95         |             |             |
|                |                      |                |              |              |             |             |
| Inscrits       | Inscrits             | Inscrits       | 16 038       | 100,00       | 16 038      | 100,00      |
| Abstention     | Abstention           | Abstention     | 6 737        | 42,01        | 8 325       | 51,91       |
| Votants        | Votants              | Votants        | 9 301        | 57,99        | 7 713       | 48,09       |
| Blancs et nuls | Blancs et nuls       | Blancs et nuls | 288          | 3,10         | 895         | 11,60       |
| Exprimés       | Exprimés             | Exprimés       | 9 013        | 96,90        | 6 818       | 88,40       |

*sortant

### Canton de Saint-Étienne-Sud-Ouest-1
| Candidats      | Candidats            | Étiquette      | Premier tour | Premier tour | Second tour | Second tour |
| Candidats      | Candidats            | Étiquette      | Voix         | %            | Voix        | %           |
| -------------- | -------------------- | -------------- | ------------ | ------------ | ----------- | ----------- |
|                | Lucien Neuwirth*     | RPR            | 1 910        | 42,06        | 2 687       | 74,56       |
|                | Gérard Llilio        | FN             | 945          | 20,81        | 917         | 25,44       |
|                | Jean-Claude Bertrand | PS             | 755          | 16,63        |             |             |
|                | Georges Gunther      | PCF            | 459          | 10,11        |             |             |
|                | Annie Bonneville     | Verts          | 472          | 10,39        |             |             |
|                |                      |                |              |              |             |             |
| Inscrits       | Inscrits             | Inscrits       | 8 248        | 100,00       | 8 248       | 100,00      |
| Abstention     | Abstention           | Abstention     | 3 579        | 43,39        | 4 325       | 52,44       |
| Votants        | Votants              | Votants        | 4 669        | 56,61        | 3 923       | 47,56       |
| Blancs et nuls | Blancs et nuls       | Blancs et nuls | 128          | 2,74         | 319         | 8,13        |
| Exprimés       | Exprimés             | Exprimés       | 4 541        | 97,26        | 3 604       | 91,87       |

*sortant

### Canton de Saint-Étienne-Sud-Ouest-2
| Candidats      | Candidats      | Étiquette      | Premier tour | Premier tour | Second tour | Second tour |
| Candidats      | Candidats      | Étiquette      | Voix         | %            | Voix        | %           |
| -------------- | -------------- | -------------- | ------------ | ------------ | ----------- | ----------- |
|                | Guy Giraud*    | RPR            | 2 103        | 31,45        | 3 414       | 67,28       |
|                | Guy Despert    | FN             | 1 626        | 24,32        | 1 660       | 32,72       |
|                | Marc Vericel   | PS             | 1 043        | 15,60        |             |             |
|                | Marc Bruyere   | PCF            | 969          | 14,49        |             |             |
|                | Johanne Sandon | Verts          | 946          | 14,15        |             |             |
|                |                |                |              |              |             |             |
| Inscrits       | Inscrits       | Inscrits       | 12 257       | 100,00       | 12 257      | 100,00      |
| Abstention     | Abstention     | Abstention     | 5 297        | 43,22        | 6 413       | 52,32       |
| Votants        | Votants        | Votants        | 6 960        | 56,78        | 5 844       | 47,68       |
| Blancs et nuls | Blancs et nuls | Blancs et nuls | 273          | 3,92         | 770         | 13,18       |
| Exprimés       | Exprimés       | Exprimés       | 6 687        | 96,08        | 5 074       | 86,82       |

*sortant

### Canton de Saint-Genest-Malifaux
| Candidats      | Candidats         | Étiquette      | Premier tour | Premier tour |
| Candidats      | Candidats         | Étiquette      | Voix         | %            |
| -------------- | ----------------- | -------------- | ------------ | ------------ |
|                | Daniel Mandon*    | UDF            | 2 278        | 61,42        |
|                | Hervé Audra       | FN             | 576          | 15,53        |
|                | Elisabeth Peyron  | Verts          | 354          | 9,54         |
|                | Pierre Thiolliere | EXG            | 224          | 6,04         |
|                | Rémy Godde        | PS             | 189          | 5,10         |
|                | Francois Brunet   | PCF            | 88           | 2,37         |
|                |                   |                |              |              |
| Inscrits       | Inscrits          | Inscrits       | 5 041        | 100,00       |
| Abstention     | Abstention        | Abstention     | 1 180        | 23,41        |
| Votants        | Votants           | Votants        | 3 861        | 76,59        |
| Blancs et nuls | Blancs et nuls    | Blancs et nuls | 152          | 3,94         |
| Exprimés       | Exprimés          | Exprimés       | 3 709        | 96,06        |

*sortant

### Canton de Saint-Georges-en-Couzan
| Candidats      | Candidats          | Étiquette      | Premier tour | Premier tour |
| Candidats      | Candidats          | Étiquette      | Voix         | %            |
| -------------- | ------------------ | -------------- | ------------ | ------------ |
|                | Barthélémy Moulin* | UDF            | 1 530        | 61,79        |
|                | Simone Daval       | PS             | 493          | 19,91        |
|                | Paul Fayard        | Verts          | 179          | 7,23         |
|                | Andre Chovelon     | FN             | 153          | 6,18         |
|                | Jean-Yves Rival    | PCF            | 74           | 2,99         |
|                | Roger Charlat      | EXG            | 47           | 1,90         |
|                |                    |                |              |              |
| Inscrits       | Inscrits           | Inscrits       | 3 552        | 100,00       |
| Abstention     | Abstention         | Abstention     | 915          | 25,76        |
| Votants        | Votants            | Votants        | 2 637        | 74,24        |
| Blancs et nuls | Blancs et nuls     | Blancs et nuls | 161          | 6,11         |
| Exprimés       | Exprimés           | Exprimés       | 2 476        | 93,89        |

*sortant

### Canton de Saint-Haon-le-Châtel
| Candidats      | Candidats        | Étiquette      | Premier tour | Premier tour | Second tour | Second tour |
| Candidats      | Candidats        | Étiquette      | Voix         | %            | Voix        | %           |
| -------------- | ---------------- | -------------- | ------------ | ------------ | ----------- | ----------- |
|                | Robert Barathon* | RPR            | 1 838        | 32,42        | 2 731       | 56,02       |
|                | Henri Bertaud    | DVD            | 1 262        | 22,26        | Retrait     | Retrait     |
|                | Alain Perard     | PS             | 1 106        | 19,51        | 2 144       | 43,98       |
|                | Serge Alibert    | Verts          | 599          | 10,56        |             |             |
|                | Louis Landry     | FN             | 572          | 10,09        |             |             |
|                | Bernard Lorigne  | PCF            | 293          | 5,17         |             |             |
|                |                  |                |              |              |             |             |
| Inscrits       | Inscrits         | Inscrits       | 8 627        | 100,00       | 8 627       | 100,00      |
| Abstention     | Abstention       | Abstention     | 2 654        | 30,76        | 3 408       | 39,50       |
| Votants        | Votants          | Votants        | 5 973        | 69,24        | 5 219       | 60,50       |
| Blancs et nuls | Blancs et nuls   | Blancs et nuls | 303          | 5,07         | 344         | 6,59        |
| Exprimés       | Exprimés         | Exprimés       | 5 670        | 94,93        | 4 875       | 93,41       |

*sortant

### Canton de Saint-Heand
| Candidats      | Candidats         | Étiquette      | Premier tour | Premier tour | Second tour | Second tour |
| Candidats      | Candidats         | Étiquette      | Voix         | %            | Voix        | %           |
| -------------- | ----------------- | -------------- | ------------ | ------------ | ----------- | ----------- |
|                | François Mathieu* | UDF            | 5 920        | 48,08        | 5 703       | 52,48       |
|                | Benoit Lauras     | PS             | 2 035        | 16,53        | 1 982       | 18,24       |
|                | Annie Trapeaux    | Verts          | 1 926        | 15,64        | 1 615       | 14,86       |
|                | Serge D'Aversa    | FN             | 1 902        | 15,45        | 1 566       | 14,41       |
|                | Maryse le Caro    | PCF            | 531          | 4,31         |             |             |
|                |                   |                |              |              |             |             |
| Inscrits       | Inscrits          | Inscrits       | 17 480       | 100,00       | 17 480      | 100,00      |
| Abstention     | Abstention        | Abstention     | 4 749        | 27,17        | 6 383       | 36,52       |
| Votants        | Votants           | Votants        | 12 731       | 72,83        | 11 097      | 63,48       |
| Blancs et nuls | Blancs et nuls    | Blancs et nuls | 417          | 3,28         | 231         | 2,08        |
| Exprimés       | Exprimés          | Exprimés       | 12 314       | 96,72        | 10 866      | 97,92       |

*sortant

### Canton de Saint-Just-en-Chevalet
| Candidats      | Candidats           | Étiquette      | Premier tour | Premier tour |
| Candidats      | Candidats           | Étiquette      | Voix         | %            |
| -------------- | ------------------- | -------------- | ------------ | ------------ |
|                | Philippe Macke*     | RPR            | 1 919        | 69,99        |
|                | Jean Charret        | FN             | 281          | 10,25        |
|                | Renée Pradel        | PS             | 259          | 9,45         |
|                | Jean-Philippe Bayon | Verts          | 166          | 6,05         |
|                | Gérard Philippon    | PCF            | 117          | 4,27         |
|                |                     |                |              |              |
| Inscrits       | Inscrits            | Inscrits       | 4 368        | 100,00       |
| Abstention     | Abstention          | Abstention     | 1 443        | 33,04        |
| Votants        | Votants             | Votants        | 2 925        | 66,96        |
| Blancs et nuls | Blancs et nuls      | Blancs et nuls | 183          | 6,26         |
| Exprimés       | Exprimés            | Exprimés       | 2 742        | 93,74        |

*sortant